# Santa Catarina, Tuxpan
Santa Catarina är en ort i Mexiko.   Den ligger i kommunen Tuxpan och delstaten Michoacán de Ocampo, i den södra delen av landet, 140 km väster om huvudstaden Mexico City. Santa Catarina ligger 1 749 meter över havet och antalet invånare är 605.
Terrängen runt Santa Catarina är huvudsakligen kuperad. Santa Catarina ligger nere i en dal som går i nord-sydlig riktning. Runt Santa Catarina är det ganska tätbefolkat, med 139 invånare per kvadratkilometer. Närmaste större samhälle är Heróica Zitácuaro, 17,4 km sydost om Santa Catarina. I omgivningarna runt Santa Catarina växer huvudsakligen savannskog.